# Distretto di Kaquiabamba
Il distretto di Kaquiabamba è un distretto del Perù nella provincia di Andahuaylas (regione di Apurímac) con 2 410 abitanti al censimento 2007 dei quali 1.328 urbani e 1.082 rurali.
È stato istituito il 9 giugno 1995.